# Kredsløbstopologi
 Der er for få eller ingen kildehenvisninger i denne artikel, hvilket er et problem. Du kan hjælpe ved at angive troværdige kilder til de påstande, som fremføres i artiklen.

Kredsløbstopologien for et elektronisk kredsløb er den form, der tages af netværket af forbindelser af elektroniske komponenter. Forskellige specifikke værdier eller klassificeringer af komponenterne anses for at være den samme topologi. Topologi beskæftiger sig ikke med det fysiske layout af komponenter i et kredsløb, ej heller med deres positioner på et kredsløbsdiagram; ligesom det matematiske topologibegreb handler det kun om, hvilke forbindelser der er mellem komponenterne. Der kan være adskillige fysiske layouts og kredsløbsdiagrammer, der alle svarer til den samme topologi.
Strengt taget er det stadig den samme topologi at erstatte en komponent med en af en helt anden type. I nogle sammenhænge kan disse dog løst beskrives som forskellige topologier. For eksempel resulterer ombytning af spoler og kondensatorer i et lavpasfilter i et højpasfilter. Disse kan beskrives som højpastopologier og lavpastopologier, selvom netværkstopologien er identisk. En mere korrekt betegnelse for disse objektklasser (det vil sige et netværk, hvor typen af komponent er specificeret, men ikke den absolutte værdi) er prototype netværk.
Kredsløbstopologi er relateret til matematisk topologi. Især for netværk, der kun indeholder to-terminale enheder, kan kredsløbstopologi ses som en anvendelse af grafteori. I en netværksanalyse af et sådant kredsløb, fra et topologisk synspunkt, er netværksknuderne grafteoriens kanter - og netværksgrenene er grafteoriens kanter.
Standard grafteori kan udvides til at håndtere aktive komponenter og multi-terminal enheder såsom integrerede kredsløb. Grafer kan også bruges til analyse af uendelige netværk.

## Yderligere læsning
- Campbell, G. A., "Physical theory of the electric wave-filter", Bell System Technical Journal, November 1922, vol. 1, no. 2, pp. 1–32.
- Cederbaum, I., "Some applications of graph theory to network analysis and synthesis", IEEE Transactions on Circuits and Systems, vol.31, iss.1, pp. 64–68, January 1984.
- Farago, P. S., An Introduction to Linear Network Analysis, The English Universities Press Ltd, 1961.
- Foster, Ronald M., "Geometrical circuits of electrical networks", Transactions of the American Institute of Electrical Engineers, vol.51, iss.2, pp. 309–317, June 1932.
- Guillemin, Ernst A., Introductory Circuit Theory, New York: John Wiley & Sons, 1953 OCLC 535111
- Kind, Dieter; Feser, Kurt, High-voltage Test Techniques, translator Y. Narayana Rao, Newnes, 2001 ISBN 0-7506-5183-0.